# Santo Tomás (Michoacán)
Santo Tomás es una localidad del estado mexicano de Michoacán. Es parte del municipio de Chilchota.

## Toponimia
El nombre «Santo Tomás» hace referencia al santo patrono de la localidad: Tomás de Aquino.

## Demografía
| Gráfica de evolución demográfica |
|                                  |

| Censo | Población |
| ----- | --------- |
| 1900  | 374       |
| 1910  | 303       |
| 1921  | 247       |
| 1930  | 299       |
| 1940  | 295       |
| 1950  | 342       |
| 1960  | 443       |
| 1970  | 553       |
| 1980  | 742       |
| 1990  | 975       |
| 2000  | 1180      |
| 2010  | 1386      |
| 2020  | 1773      |